# Aradus opertaneus
Aradus opertaneus är en insektsart som beskrevs av Parshley 1921. Aradus opertaneus ingår i släktet Aradus och familjen barkskinnbaggar. Inga underarter finns listade i Catalogue of Life.